# ACID (DTMソフト)
ACID（アシッド）は、MAGIXが開発するWindows用のデジタル・オーディオ・ワークステーション（DAW）機能を持つ音楽製作ソフトである。
日本での販売・サポートはソースネクストが行う。
ループシーケンス機能を最初に実現したソフトであり、ループシーケンサーのパイオニア的存在、元祖といわれている。

## 機能
エクスプローラー画面からアシッダイズ（専用ファイル）化されたオーディオファイルをドラッグ・アンド・ドロップするだけでテンポやキーが調整され楽曲が作成出来るという、楽器の演奏経験や音楽理論を必要としない音楽ソフトとしてDTMに新風を吹き込んだ。
バージョンアップを重ねた現在、上位版ではMIDIやハードディスクレコーディングをサポートしデジタルオーディオワークステーション(DAW)システムへと進化している。

## 開発・販売元の変移
1998年にSonic Foundryから最初のバージョンが発売された。
2003年7月、Sony Pictures DigitalがSonic Foundryのソフトウェア事業部門を買収した。
その後、Sony Pictures Digital Networks、Sony Media Softwareなどの社名を経て、Sony Creative Softwareとなる。
2015年4月21日、ソースネクストが日本国内販売の独占契約を締結。8月1日から独占販売を開始する。
2015年6月18日、フックアップが日本における取り扱い、サポートを終了する。
2015年7月8日、ソースネクストが過去バージョンの日本におけるサポートを開始する。
2016年5月、MAGIXが買収した。

## バージョン履歴
ACID PRO 2.0
1999年9月29日発売。
パッケージ版では英語・フランス語・ドイツ語・日本語をサポートし、ダウンロード版ではイタリア語も追加サポートしている。
ACID PRO 3.0
2001年5月3日発売。
ACID PRO 4.0
2002年8月19日発売。
日本では2004年2月20日にフックアップから「ACID PRO 4.0 SF BUNDLE」が発売。
ACID Pro 5
日本では2005年4月15日にフックアップから発売。
ACID Pro 6
日本では2006年9月29日にフックアップから発売。
2007年5月18日、「ACID Pro 6 Plus」として価格改定してリニューアル。
ACID Pro 7
2009年1月23日にフックアップから発売。
Windows Vistaに正式対応。
ACID Pro 8
2018年5月15日にソースネクストから発売。約9年ぶりのバージョンアップとなる。
同梱プラグインや素材はSONYからMAGIX製品などへ切り替わっている。
ACID Pro 9
2019年8月21日発売。
同梱ソフトなどが増えている上位版の「ACID Pro NEXT」「ACID Pro NEXT Suite」も同時発売された。
ACID Pro 10
2020年4月23日発売。
上位版は「ACID Pro 10 Suite」のみに。
ACID Pro 11
2022年8月18日発売。

## ラインナップ
ACID Pro
プロフェッショナル版
ACID Pro Suite
プロフェッショナル版に各種プラグインを追加収録、マスタリングツールを搭載
ACID Music Studio
コンシューマー版